# Jimmy Wisner
James J. „Jimmy“ Wisner (* 8. Dezember 1931 in Philadelphia; † 13. März 2018) war ein US-amerikanischer Pianist, Komponist und Arrangeur. Er hatte unter dem Pseudonym „Kokomo“ 1961 mit dem Song Asia Minor einen US-Chart-Erfolg.

## Leben
Jimmy Wisner spielte 1951 im Quintett von Charlie Ventura, mit dem in New York erste Aufnahmen entstanden (In a Jazz Mood);  in den späten 1950er Jahren studierte er an der Temple-Universität Psychologie. 1959 gründete er das Jimmy Wisner Trio, mit Chick Kinney am Schlagzeug und Ace Tesone am Bass. Er veröffentlichte mehrere Alben als Jazzmusiker wie 1959 Blues for Harvey (Felsted) und 1960 Apperception (Chancellor), 1961 eine Rock-&-Roll-Adaption von Edvard Griegs Klavierkonzert a-Moll unter dem Titel Asia Minor. Nach dem Erfolg von Asia Minor arbeitete Wisner als Songwriter, Musikproduzent und Komponist für Film und Fernsehen. Er schrieb Don’t Throw Your Love Away, einen Nummer-eins-Hit der Searchers und arrangierte für Freddy Cannon, Neil Sedaka, Bobby Vinton, Herbie Mann, Len Barry (1-2-3), Miriam Makeba, Judy Collins, Tony Bennett, Iggy Pop und Brigitte Bardot, im Bereich des Jazz auch mit Barbara Carroll, Nat Adderley, Esther Phillips, John Pizzarelli und Mel Tormé.

## Diskografie (Auswahl)

### Alben
- 1959: Blues for Harvey
- 1960: Apperception
- 2002: The Prophet

### Singles
- 1961: Asia Minor (als Kokomo)
- 1982: A Little Bit Further Away (als Kokomo)